# Smogorzów (Mazovie)
Pour les articles homonymes, voir Smogorzów.
Smogorzów (prononciation : [smɔˈɡɔʐuf]) est un village polonais de la gmina de Przysucha dans le powiat de Przysucha de la voïvodie de Mazovie dans le centre-est de la Pologne.
Il se situe à environ 3 kilomètres au nord de Przysucha (siège du powiat et de la gmina) et à 96 kilomètres au sud de Varsovie (capitale de la Pologne).
Le village compte approximativement une population de 970 habitants.

## Histoire
De 1975 à 1998, le village appartenait administrativement à la voïvodie de Radom.